# Filip Krastev
Filip Javorov Krastev (Bulgaars: Филип Яворов Кръстев) (Sofia, 15 oktober 2001) is een Bulgaars voetballer die door Lommel SK wordt uitgeleend aan PEC Zwolle. Krastev is een middenvelder.

## Clubcarrière

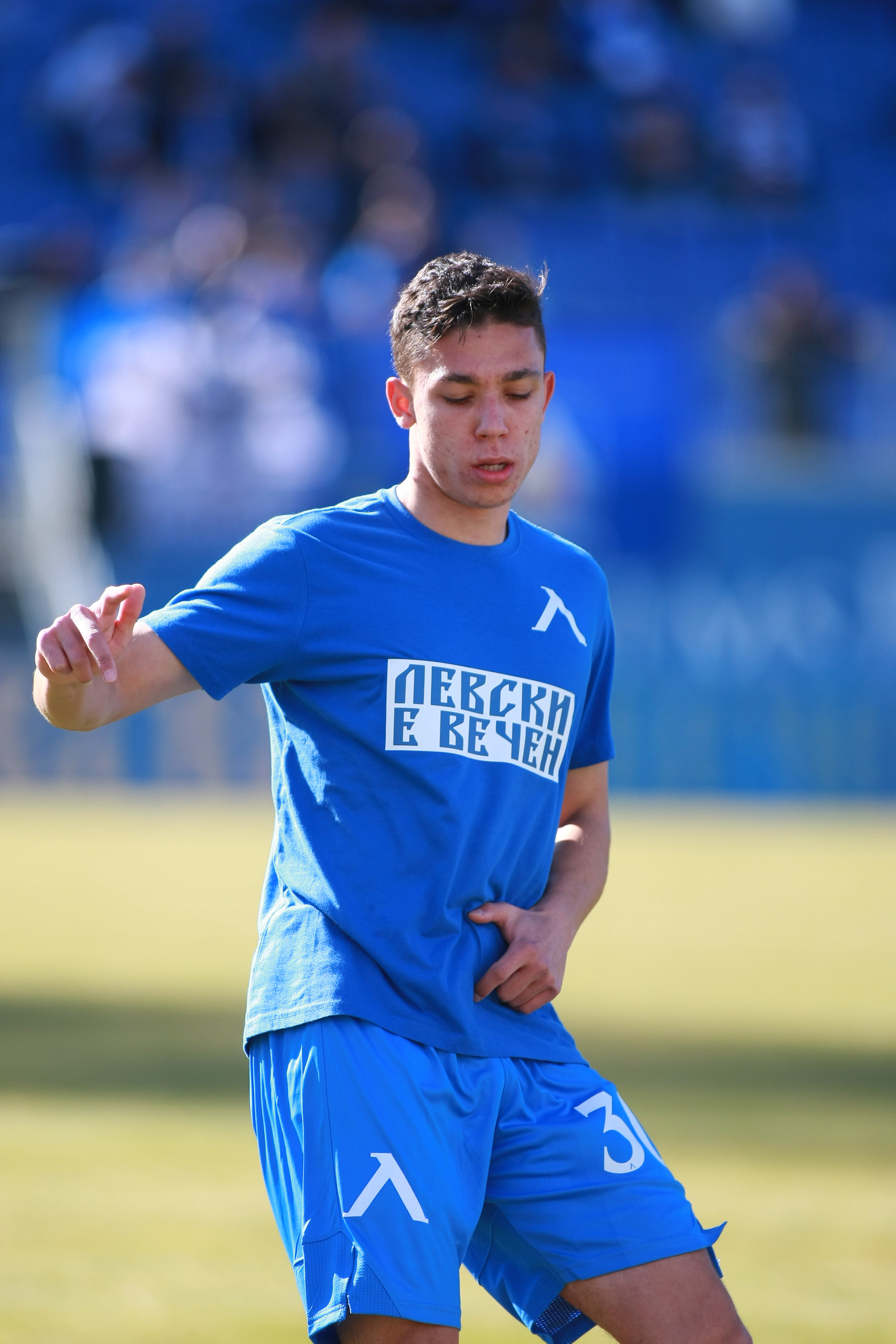
Krastev spelend voor Levski Sofia in 2022

Krastev is een jeugdproduct van Slavia Sofia. Op 13 mei 2018 maakte hij zijn officiële debuut in het eerste elftal van de club: in de play-downwedstrijd tegen Lokomotiv Plovdiv mocht hij in de 74e minuut invallen voor Galin Ivanov.
In de zomer van 2020 verkocht Slavia Sofia de toen achttienjarige Krastev aan Lommel SK, dat kort daarvoor onderdeel was geworden van de City Football Group. Lommel betaalde 2,3 miljoen euro voor Krastev, die zo de duurste Bulgaarse tiener aller tijden werd. De middenvelder mocht het kalenderjaar evenwel uitdoen bij Slavia Sofia. Aanvankelijk zou Krastev in januari 2021 bij Lommel aansluiten, maar de City Football Group stuurde hem uiteindelijk naar een andere satellietclub, de Franse tweedeklasser Troyes AC – enerzijds omdat hij op dat moment het niveau van de 1B Pro League al oversteeg, en anderzijds omdat het Lommelse middenveld overbevolkt was op zijn geliefkoosde posities. Daar slaagde hij er echter niet in om trainer Laurent Batlles te overtuigen van zijn potentieel: Krastev mocht slechts twee keer invallen in de Ligue 2, waaronder op de slotspeeldag, toen de club al zeker was van de promotie naar de Ligue 1.
In augustus 2021 leende Lommel hem opnieuw uit, ditmaal aan SC Cambuur. Op 24 januari 2022 kondigde Cambuur aan dat de uitleenbeurt in onderling overleg vervroegd werd stopgezet. Cambuur kondigde "een gebrek aan speelminuten" aan als reden. Krastev kreeg in zijn Cambuur-periode slechts drie invalbeurten in de Eredivisie (tegen Go Ahead Eagles, Ajax en Feyenoord). In de KNVB Beker kreeg hij een basisplaats tegen Ajax (amateurs) (0–5-winst) en N.E.C. (1–2-verlies), en wist hij tegen de Ajax-amateurs zelfs te scoren.
Op 27 januari 2022 kondigde Levski Sofia aan dat het het huurcontract van Krastev tot het einde van het seizoen overnam.

### Carrièrestatistieken
| Seizoen                   | Club             | Land             | Competitie          | Competitie | Competitie | Beker | Beker | Internationaal | Internationaal | Overig | Overig | Totaal | Totaal |
| Seizoen                   | Club             | Land             | Competitie          | Wed.       | Dlp.       | Wed.  | Dlp.  | Wed.           | Dlp.           | Wed.   | Dlp.   | Wed.   | Dlp.   |
| ------------------------- | ---------------- | ---------------- | ------------------- | ---------- | ---------- | ----- | ----- | -------------- | -------------- | ------ | ------ | ------ | ------ |
| 2017/18                   | Slavia Sofia     | Bulgarije        | Parva Liga          | 1          | 0          | 0     | 0     | –              | –              | 0      | 0      | 1      | 0      |
| 2018/19                   | Slavia Sofia     | Bulgarije        | Parva Liga          | 13         | 0          | 1     | 0     | 2              | 0              | 1      | 0      | 17     | 0      |
| 2019/20                   | Slavia Sofia     | Bulgarije        | Parva Liga          | 16         | 3          | 0     | 0     | –              | –              | –      | –      | 16     | 3      |
| 2020/21                   | Lommel SK        | België           | Eerste klasse B     | 0          | 0          | 0     | 0     | –              | –              | –      | –      | 0      | 0      |
| 2020/21                   | → Slavia Sofia   | Bulgarije        | Parva Liga          | 14         | 1          | 0     | 0     | 1              | 0              | –      | –      | 15     | 1      |
| 2020/21                   | → Troyes AC      | Frankrijk        | Ligue 2             | 2          | 0          | 0     | 0     | –              | –              | –      | –      | 2      | 0      |
| 2021/22                   | Lommel SK        | België           | Eerste klasse B     | 0          | 0          | 0     | 0     | –              | –              | 0      | 0      | 0      | 0      |
| 2021/22                   | → Troyes AC      | Frankrijk        | Ligue 2             | 0          | 0          | 0     | 0     | –              | –              | –      | –      | 0      | 0      |
| 2021/22                   | → SC Cambuur     | Nederland        | Eredivisie          | 3          | 0          | 2     | 0     | –              | –              | –      | –      | 5      | 1      |
| 2021/22                   | → Levski Sofia   | Bulgarije        | Parva Liga          | 12         | 3          | 4     | 0     | –              | –              | –      | –      | 16     | 3      |
| 2022/23                   | Lommel SK        | België           | Eerste klasse B     | 0          | 0          | 0     | 0     | –              | –              | 0      | 0      | 0      | 0      |
| 2022/23                   | → Levski Sofia   | Bulgarije        | Parva Liga          | 34         | 8          | 1     | 0     | 4              | 1              | 1      | 0      | 40     | 9      |
| 2023/24                   | Lommel SK        | België           | Eerste klasse B     | 0          | 0          | 0     | 0     | –              | –              | 0      | 0      | 0      | 0      |
| 2023/24                   | → Los Angeles FC | Verenigde Staten | Major League Soccer | 9          | 1          | 3     | 1     | –              | –              | –      | –      | 12     | 2      |
| 2023/24                   | → PEC Zwolle     | Nederland        | Eredivisie          | 14         | 2          | –     | –     | –              | –              | 0      | 0      | 14     | 2      |
| 2024/25                   | → PEC Zwolle     | Nederland        | Eredivisie          | 31         | 6          | 1     | 0     | –              | –              | –      | –      | 32     | 6      |
| Carrière totaal           | Carrière totaal  | Carrière totaal  | Carrière totaal     | 149        | 24         | 12    | 1     | 7              | 1              | 2      | 0      | 170    | 26     |
| Bijgewerkt op 19 mei 2025 |                  |                  |                     |            |            |       |       |                |                |        |        |        |        |

## Interlandcarrière
Krastev maakte op 6 september 2020 zijn interlanddebuut voor Bulgarije in de UEFA Nations League-wedstrijd tegen Wales, waarin hij in de 82e minuut mocht invallen voor Todor Nedelev.
| 1. | 6 september 2020 | Wales – Bulgarije | 1 – 0 | UEFA Nations League 2020/21 | 0 |  | Totaal | Totaal | Totaal | Totaal | Totaal | 0 |

Bijgewerkt tot 21 maart 2022

## Erelijst
Levski Sofia
| Nationaal           |    |         |
| Beker van Bulgarije | 1x | 2021/22 |